# والترا
والترا (انگلیسی: Valtra) شرکت ماشین‌آلات کشاورزی فنلاندی است، که در سال ۱۹۵۱ تأسیس شد.